# Pantone
Pantone Inc. là một tập đoàn có trụ sở đặt tại Carlstadt, New Jersey, Hoa Kỳ. Nó nổi tiếng với Hệ thống khớp màu Pantone (tên tiếng Anh: Pantone Matching System, viết tắt: PMS) - một không gian màu có đăng ký bản quyền được sử dụng phổ biến trong nhiều ngành công nghiệp khác nhau, phần lớn là in ấn và các ngành sản xuất sơn màu, nhựa và dệt may.
X-Rite Inc., một nhà cung cấp phần mềm và thiết bị thẩm định màu sắc, đã mua lại Pantone Inc. với giá 180 triệu USD vào tháng 10 năm 2007.

## Tổng quan
Pantone khởi đầu ở New York vào những năm 1950 với tư cách công ty in ấn thương mại mang tên M & J Levine Advertising. Vào năm 1956, hai anh em chuyên viên quảng cáo, người đồng sáng lập công ty, Mervin Levine và Jesse Levine đã thuê Lawrence Herbert, người vừa tốt nghiệp trường Đại học Hofstra, làm nhân viên bán thời gian. Sử dụng những kiến thức hoá học vốn có, Herbert đã có thể hệ thống hoá và đơn giản hoá các màu có sẵn trong kho sản phẩm của công ty đồng thời đơn giản hoá quá trình in màu. Đến năm 1962, Herbert đã giúp bộ phận in ấn và mực hoạt động có lợi nhuận, trong khi bộ phận quảng cáo thương mại của công ty lại đang nợ đến 50,000 USD. Cuối cùng, Herbert mua lại tài sản công nghệ của M & J Levine Advertising từ tay anh em Levine với giá 90,000 USD (tương đương với 5,620,000 USD vào năm 2016 dựa trên tốc độ lạm phát) và đổi tên thành Pantone.
Sản phẩm chính của công ty là Pantone Guides, bao gồm nhiều miếng giấy bìa nhỏ (kích thước vào khoảng 6×2 inches hoặc 15×5 cm), trên mỗi trang bìa được in dãy các ô màu mẫu có điểm giống nhau và ghép thành hình một cái quạt cầm tay. Ví dụ, một trang của Pantone Guides có thể bao gồm các sắc thái khác nhau của màu vàng.

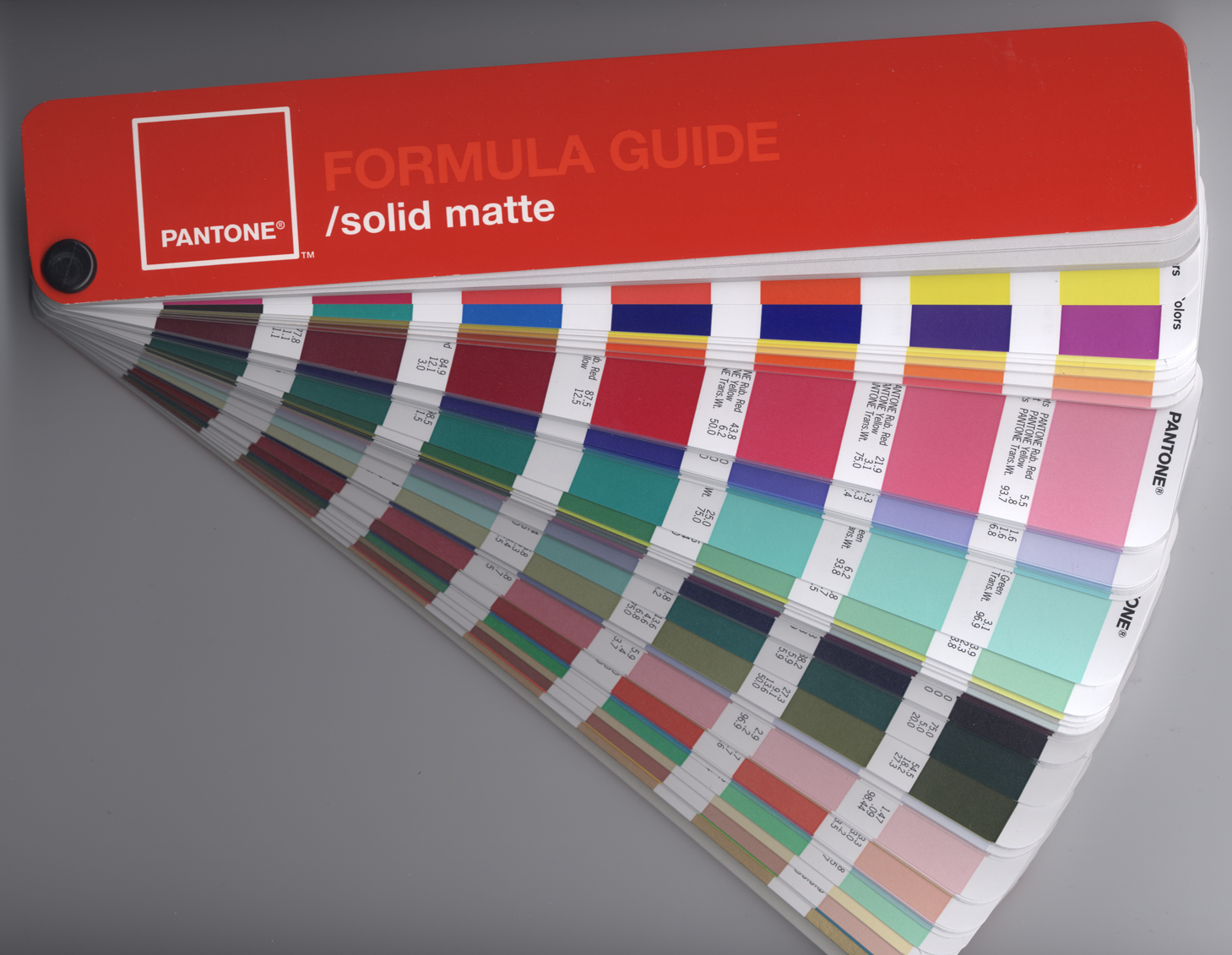
Sản phẩm Pantone Formula Guide trên giấy Solid Matte (giấy mờ) vào năm 2005
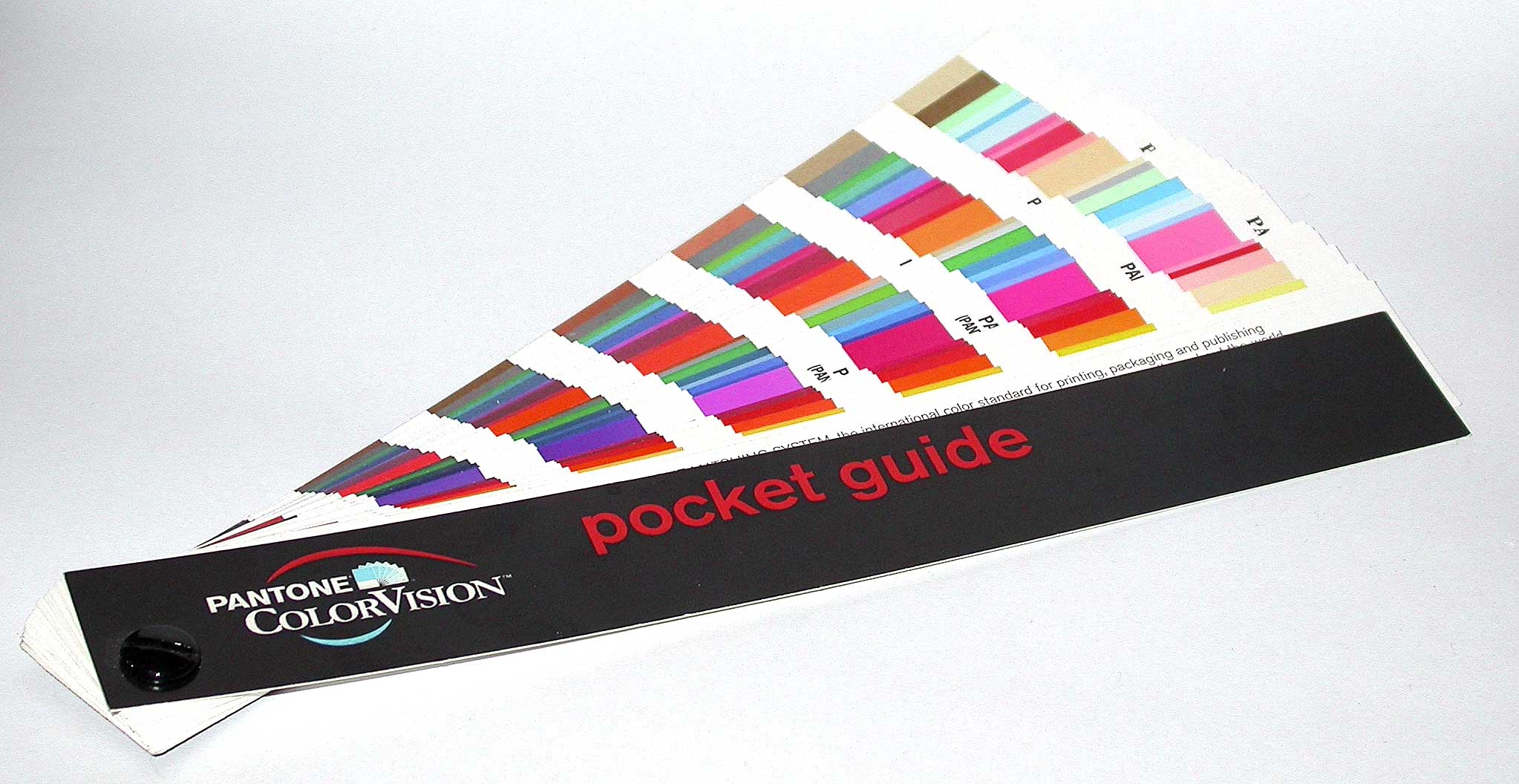
Sản phẩm Pantone Pocket Guide
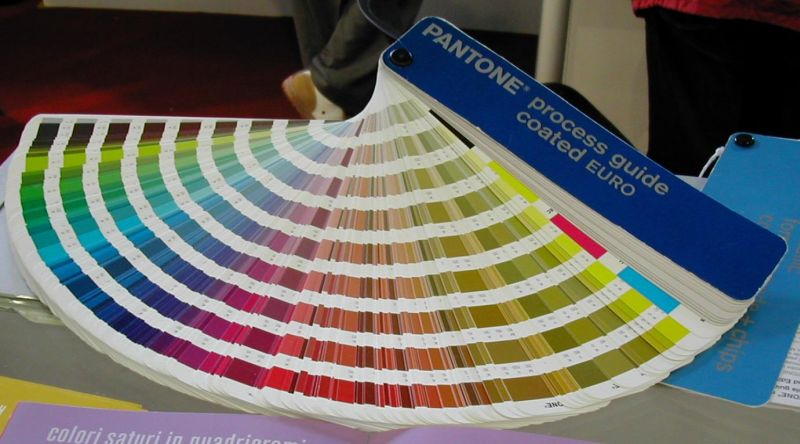
Sản phẩm Pantone Process Guide trên giấy Coated Euro (giấy tráng)
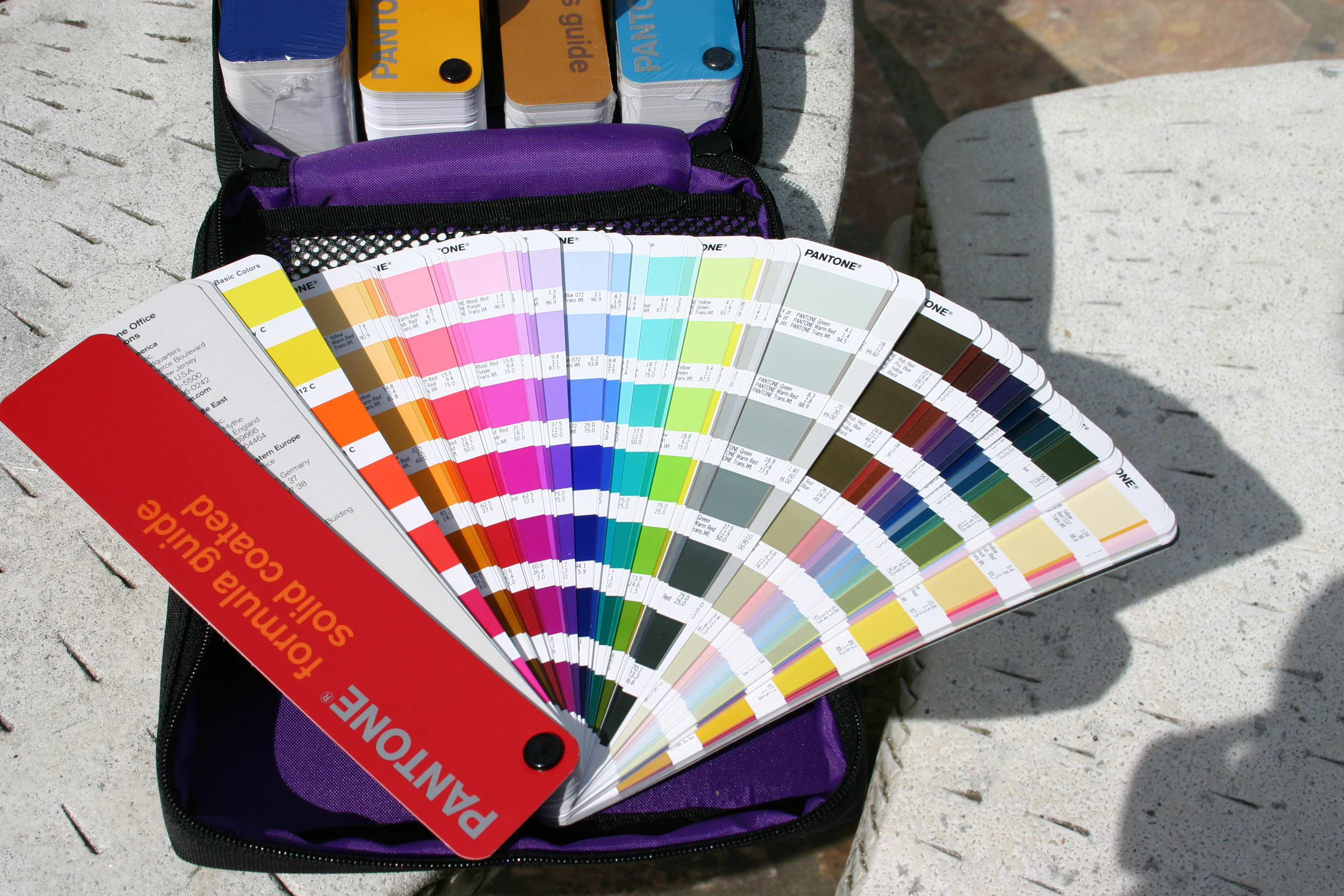
Sản phẩm Pantone Formula Guide trên giấy Solid Coated (giấy tráng)

Ý tưởng đằng sau của PMS chính là cho phép các nhà thiết kế "khớp màu" đối với những màu xác định khi một bản thiết kế được đưa vào công đoạn sản xuất. Với PMS, nhà thiết kế có thể bảo đảm rằng màu khi in ra cũng giống với màu trên bản thiết kế, dù cho có sử dụng loại máy nào để sản xuất màu. Hệ thống này đã được các nhân viên thiết kế đồ hoạ cũng như các cơ sở in ấn và tái tạo màu sử dụng rộng rãi. Pantone khuyến cáo các khách hàng nên mua lại bộ sản phẩm PMS Color Guides hằng năm, vì màu mực của họ có thể trở nên vàng hơn theo thời gian. Tuy nhiên, sự khác nhau về màu sắc cũng có thể xảy ra nếu sử dụng những loại giấy khác nhau để in màu (giấy tráng, giấy không tráng hoặc giấy mờ) hay khi có sự thay đổi đối với mẫu giấy được sử dụng.

## Hệ thống khớp màu Pantone
Hệ thống khớp màu Pantone là một hệ thống tái tạo màu theo tiêu chuẩn. Bằng cách tiêu chuẩn hoá các màu sắc, nhà sản xuất ở những địa điểm khác nhau có thể thông qua hệ thống của Pantone để bảo đảm các màu trùng khớp mà không cần liên hệ với nhà sản xuất khác.
Một ví dụ về việc sử dụng trên chính là sự chuẩn hoá các màu trong mô hình màu CMYK. Quá trình CMYK là một phương pháp in màu chỉ sử dụng bốn loại mực là: Cyan (màu xanh lơ hoặc cánh chả), Magenta (màu cánh sen hoặc hồng sẫm), Yellow (màu vàng), Key (trong tiếng Anh là "then chốt" hay "chủ yếu" để ám chỉ màu đen mặc dù màu này có tên tiếng Anh là black do chữ B đã được sử dụng để chỉ màu xanh lam (blue) trong mô hình màu RGB). Phần lớn những sản phẩm in ấn trên thế giới đều sử dụng quá trình CMYK, và có một lượng ít những màu đặc biệt của Pantone có thể được tái tạo nhờ bốn loại mực của CMYK.
Tuy nhiên, phần lớn trong số 1,114 mẫu màu của hệ thống Pantone không thể được mô phỏng bằng công nghệ của CMYK mà phải sử dụng 13 sắc tố màu cơ sở (14 nếu tính cả màu đen) pha trộn theo tỉ lệ nhất định.

Một logo được Chính phủ Singapore cấp phép nhằm kỉ niệm 50 năm ngày độc lập của đất nước. Trong phần hướng dẫn sử dụng của logo có ghi rõ nó dùng màu Pantone Red 032 và White.

Hệ thống của Pantone còn cho phép tạo ra nhiều loại màu đặc biệt như màu ánh kim (metallics) hay màu huỳnh quang (fluorescents). Tuy hầu hết các màu trong hệ thống của Pantone vượt quá khả năng tái tạo của CMYK và gây khó khăn trong quá trình in ấn, nhưng mãi đến năm 2001 công ty này mới bắt đầu cung cấp sự chuyển đổi từ màu Pantone hiện hũu sang màu trên màn hình. Trên máy tính, người ta sử dụng mô hình màu RGB - Red (đỏ), Green (xanh lá), Blue (xanh dương) - để tạo ra nhiều màu sắc khác nhau. Hệ thống Pantone (nay đã ngưng hoạt động) bao gồm những màu có sự tương thích với mô hình màu RGB và hệ màu LAB.
Màu Pantone được biểu diễn bằng những con số được chỉ định (ví dụ, thường có dạng "PMS 130"). Màu PMS thường luôn được sử dụng trong nhãn hiệu và thậm chí đã được sử dụng trong luật pháp của chính phủ và các tiêu chuẩn của quân đội (để diễn tả màu cờ hoặc màu niêm phong). Vào tháng 1 năm 2003, Chính phủ Scotland đã thảo luận kiến nghị gọi tên màu xanh trong quốc kì Scotland là màu "Pantone 300". Canada, Hàn Quốc và Liên đoàn Ô tô Quốc tế cũng đã sử dụng màu trong hệ thống của Pantone khi sản xuất cờ. Một số bang của Hoa Kỳ bao gồm Texas cũng đã cấp phép cho màu của PMS lên lá cờ. Màu của Pantone còn được sử dụng trong các dự án nghệ thuật của nhiếp ảnh gia Angelica Dass khi miêu tả quang phổ của màu da con người.

## Hệ thống Goe
Ngày 5 tháng 9 năm 2007, Pantone giới thiệu Hệ thống Goe đến với công chúng. Goe bao gồm hơn 2,000 mẫu màu mới trong một hệ thống khớp màu và đánh số cũng mới. Bên cạnh sách hướng dẫn mẫu màu (tên là GoeGuide), hệ thống mới còn bao gồm hình dán màu GoeSticks, công cụ, phần mềm tương tác cũng như một cộng đồng trên mạng nơi mọi người có thể chia sẻ thông tin về các màu.
Hệ thống Goe được thiết kế sao cho sử dụng ít sắc tố màu cơ sở hơn (cụ thể là 10 sắc tố, cộng thêm lớp tráng để tạo ảnh) và đã giải quyết nhiều thử thách về mặt kĩ thuật trong quá trình tái tạo màu khi in báo.
Tuy nhiên, Goe đã bị ngưng hoạt động vào tháng 11 năm 2013.

## Những sản phẩm khác
Vào giữa năm 2006, Pantone kết hợp với Fine Paints of Europe, một công ty nhập khẩu sơn có trụ sở tại Vermont, nhằm cho ra mắt một dòng sản phẩm sơn màu trong nhà và ngoài trời. Bảng màu của các loại sơn sử dụng hệ thống mà Pantone đã nghiên cứu và có hơn 3,000 màu để người tiêu dùng lựa chọn.
Vào tháng 11 năm 2015, Pantone liên kết với Redland London để tạo ra một bộ sưu tập túi lấy cảm hứng từ quyền cung cấp màu của Pantone.
Pantone còn sản xuất Hexachrome, hệ thống in với 6 màu đã đăng kí bản quyền. Bên cạnh 4 màu mực chuẩn của CMYK, Hexachrome đã thêm vào mực màu cam và màu xanh lá để mở rộng giới hạn tạo màu nhằm tái tạo màu tốt hơn khi in. Cũng vì vậy Hexachrome còn có tên gọi là quá trình CMYKOG. Tuy nhiên vào năm 2008, Hexachrome cũng bị Pantone đình chỉ hoạt động khi Adobe Systems không còn hỗ trợ phần mềm cài đặt HexWare nữa.

## Màu sắc của năm
Kể từ năm 2000, hằng năm Viện màu Pantone luôn chỉ định một màu cho vị trí "Màu sắc của năm". Mỗi năm 2 lần, tại thủ đô của một quốc gia thuộc châu Âu, Pantone sẽ tổ chức một cuộc họp kín giữa đại diện của những nhóm màu tiêu chuẩn quốc gia từ nhiều nước. Sau hai ngày thuyết trình và tranh luận, họ sẽ chọn ra một màu đại diện cho năm tiếp theo; ví dụ, màu sắc của mùa hè năm 2013 đã được chọn ra tại London vào mùa xuân năm 2012. Màu sắc này có dụng ý kết nối với tâm thế của con người trong từng năm; ví dụ, trong thông cáo báo chí, đại diện Pantone đã chỉ định màu Honeysuckle là màu sắc của năm 2011 và phát biểu rằng "Trong khoảng thời gian của những áp lực, chúng ta cần gì đó để vực dậy tinh thần. Honeysuckle là một màu sắc năng động, thu hút và có thể làm tăng sự hứng khởi của mọi người - thích hợp để xua tan những chuyện buồn." Kết quả của cuộc bầu chọn này sẽ được phát hành trong quyển Pantone View (trị giá 750 USD), và được các nhà thiết kế thời trang, thiết kế hoa, và nhiều công ty hướng tới thị hiếu khách hàng khác mua về để định hướng cho các sản phẩm thiết kế trong tương lai.
| Năm  | Màu | Tên màu         | Số hiệu màu     |
| ---- | --- | --------------- | --------------- |
| 2000 |     | Cerulean        | Pantone 15-4020 |
| 2001 |     | Fuchsia Rose    | Pantone 17-2031 |
| 2002 |     | True Red        | Pantone 19-1664 |
| 2003 |     | Aqua Sky        | Pantone 14-4811 |
| 2004 |     | Tigerlily       | Pantone 17-1456 |
| 2005 |     | Blue Turquoise  | Pantone 15-5217 |
| 2006 |     | Sand Dollar     | Pantone 13-1106 |
| 2007 |     | Chili Pepper    | Pantone 19-1557 |
| 2008 |     | Blue Iris       | Pantone 18-3943 |
| 2009 |     | Mimosa          | Pantone 14-0848 |
| 2010 |     | Turquoise       | Pantone 15-5519 |
| 2011 |     | Honeysuckle     | Pantone 18-2120 |
| 2012 |     | Tangerine Tango | Pantone 17-1463 |
| 2013 |     | Emerald         | Pantone 17-5641 |
| 2014 |     | Radiant Orchid  | Pantone 18-3224 |
| 2015 |     | Marsala         | Pantone 18-1438 |
| 2016 |     | Rose Quartz     | Pantone 13-1520 |
| 2016 |     | Serenity        | Pantone 15-3913 |
| 2017 |     | Greenery        | Pantone 15-0343 |
| 2018 |     | Ultra Violet    | Pantone 18-3838 |
| 2019 |     | Living Coral    | Pantone 16-1546 |
| 2020 |     | Classic Blue    | Pantone 19-4052 |
| 2021 |     | Ultimate Gray   | Pantone 17-5104 |
| 2021 |     | Illuminating    | Pantone 13-0647 |
| 2022 |     | Very Peri       | Pantone 17-3938 |
| 2023 |     | Viva Magenta    | Pantone 18-1750 |
| 2024 |     | Peach Fuzz      | Pantone 13-1023 |

Vào năm 2012, màu Tangerine Tango - màu sắc của năm - đã được sử dụng để tạo ra dòng sản phẩm trang điểm, hợp tác cùng chuỗi cửa hàng mỹ phẩm Sephora. Dòng sản phẩm trên nằm trong bộ sưu tập mang tên "Sephora + Pantone Universe", bao gồm lông mi giả, sơn móng tay, kem dưỡng, kim tuyến trang điểm và son bóng sắc tố đậm - tất cả đều dùng màu Tangerine Tango.
Người đứng đằng sau danh hiệu Màu sắc của năm của Pantone, Giám đốc Điều hành Viện màu Pantone Leatrice Eiseman, giải thích lý do Radiant Orchid được chọn làm Màu sắc của năm 2014 trong một buổi phỏng vấn:
Tôi tìm kiếm những xu hướng màu sắc đang lên, những màu đang được sử dụng theo nhiều cách hơn và trong nhiều hoàn cảnh hơn so với trước đây... Trong trường hợp này, Radiant Orchid xuất phát từ màu tím, một màu diệu kì có thể biểu hiện sự sáng tạo và cải tiến. Màu tím chính là loại màu vô cùng thu hút, hấp dẫn và phức tạp... Câu chuyện đằng sau màu tím chính là nó đã tạo cảm hứng cho sự tự tin trong sự sáng tạp của bạn, và chúng ta đang sống trong một thế giới mà sự sáng tạo và cải tiến đó được tôn vinh và đề cao. Trong thế giới màu sắc, màu tím là màu thu được sự chú ý, và nó có ý nghĩa. Nó nói lên tiếng nói với mọi người, và chúng tôi nghĩ rằng đã đến lúc màu tím cần được vinh danh. Đó là lý do vì sao chúng tôi chọn một sắc thái nhất định có tên là Radiant Orchid.— Leatrice Eiseman

Pantone đã từng nói rằng màu sắc "đã luôn là một phần quan trọng trong việc văn hoá thể hiện thái độ và cảm xúc như thế nào."

## Tài sản trí tuệ
Pantone khẳng định rằng danh sách màu cũng như số hiệu màu là những tài sản trí tuệ của công ty và không cho phép việc sử dụng miễn phí danh sách trên. Đây thường được cho là lý do cho việc màu của Pantone không được hỗ trợ trong các phần mềm nguồn mở và thường không được tìm thấy trong những phần mềm sở hữu độc quyền nhưng có giá thấp.  Pantone bị cáo buộc rằng đã "cố tình mập mờ" về quyền lợi pháp lý chính xác của mình, nhưng nhiều người cũng thừa nhận rằng "quyền lợi đơn giản nhất sẽ là tội chiếm đoạt thương hiệu đối với người sản xuất ra bảng màu và đưa ra thị trường như một sản phẩm tương thích với Pantone". Bảng màu của Pantone được cung cấp bởi những nhà sản xuất máy in và có thể được phát miễn phí, thường không đính kèm phần hướng dẫn về giới hạn sử dụng ngoại trừ khuyến cáo rằng việc sao chép số lượng lớn bảng màu đã bị cấm.